# Celastrina albocaeruleoides
Celastrina albocaeruleoides är en fjärilsart som beskrevs av Tutt 1908. Celastrina albocaeruleoides ingår i släktet Celastrina och familjen juvelvingar. Inga underarter finns listade i Catalogue of Life.